# 地籍調査
地籍調査（ちせきちょうさ）とは、国土調査法（昭和26年6月1日法律第180号）に基づく国土調査の一環として行う土地の調査のことである。

## 概要
地籍とは、一筆（土地登記簿上の一区画のこと）ごとの土地についての現在及び過去のあらゆる情報を指す。地籍調査は、一筆ごとの土地について、所有者、地番、地目を調査するとともに、土地の境界（筆界）と面積（地積）を測量する。その成果である地籍図と地籍簿は、20日間の閲覧と都道府県の認証を経て、登記所（法務局、地方法務局及びその支局・出張所）に送付される。登記所では、地籍簿に基づき登記記録の内容を改め、地籍図を不動産登記法第14条第1項に規定する地図として備え付ける。
地籍調査の実施主体は市町村などの地方公共団体や土地改良区などの団体であり、土地の所有者は境界確認の立会いと調査成果の確認を行うのみである。土地の所有者が現地立会いに協力せず、境界を確認できなかった場合には、筆界未定として処理され、後に境界を確認する必要が生じたとしても、所有者の費用負担で調査を行わなければならなくなる。

## 背景
国土調査法の制定前にも、内務省地理寮（国土地理院の前身の一つ）により、明治時代初期から“地籍編纂調査”と称した同様の調査が行われてきたが、1884年に全国大三角測量業務が参謀本部（国土地理院の前身の一つ）に移管されたのを機に、この調査は頓挫してしまった。その後、国土調査法が制定された昭和26年当時、土地の現況に関する資料としては、登記所に土地台帳とその付属地図が備え付けられていた。これらは明治時代の地租改正の際に作成された成果を基礎とするものであり、土地の実態と必ずしも一致しているわけではなく、不正確なものも多かった。そこで、土地に関する施策の計画・実施を円滑に進めるため、必要な基礎資料の整備として、地籍調査の実施が求められていた。不動産登記は、基本的に申請人からの申請がなければ、登記事項が修正されず、事実に主眼が置かれてないのに対し、国土調査は実態の調査を主眼としており、また不動産登記それ自体には精度に関する規定が極めて少ないのに対し、国土調査には規定があり一定の精度が保持されている。

## 現状
平成26年度末現在、調査対象面積の約半分しか完了しておらず、特に都市部（人口集中地区）については2割程度しか実施されていない。東北、九州地方などでは進捗率が高いのに対して、土地利用が複雑な三大都市圏周辺部では調査がほとんど進んでいない状況にある。
調査開始から63年間で進捗率が51%という現状からすると、現在のペースのままでは、完了までに60年以上を要することになる。調査完了までの間、調査を実施していない地域については、土地の位置や面積が正確でない図面が使われることになる。

## 調査の未実施による問題点
調査の未実施による問題点を以下にて列挙する。
- 土地の売買や相続などをきっかけに隣人との間で境界争いが発生する場合があり、土地取引や相続に支障が生じる。
- 水道、道路などのインフラを整備する公共事業において、境界確認や用地取得に多大な期間と費用を要する場合があり、その進捗に支障が生じる[1]。
- 地震、土砂崩れ、水害などの災害により土地の形状が変わってしまった場合、元の境界を正確に復元することができないため、迅速な復旧作業に支障が生じる[1]。
- 地理情報システム（GIS）を構築する際に、ベースとなる地図情報がないため、一筆ごとの土地の位置を基準として属性情報を結びつけることができず、GISの活用に支障が生じる。

## 調査が進まない原因
調査が進まない原因を以下にて列挙する。

### 人員不足
- 行政需要が多様化する一方で、自治体職員の人件費や人員への削減圧力が強まる中、地籍調査の実施主体である市町村などの地方公共団体において、調査の実施に必要な職員を確保することが困難になっている[1]。

### 財政問題
- 地籍調査に要する経費のうち50%は国が負担し、残りを都道府県と市町村で25%ずつ負担する。都道府県と市町村の負担分の8割については特別交付税が交付されるので、実質負担は5%であるが、厳しい地方の財政状況の中、予算を確保することが困難になっている。
- また、市町村が調査の実施を要望していても、都道府県の予算不足が制約となり、市町村の要望が認められないこともある。

### 市町村の意識
- 地籍調査は自治事務であるため、市町村が自らの判断により実施するか否かを決定することになる。しかし、平成26年現在で約200の市町村が調査に着手しておらず、また着手したにもかかわらず様々な理由で休止している市町村が約300あるなど、調査の効用を十分に理解していない市町村がいまだに存在している。

### 住民の協力
- 地籍調査の実施には土地の所有者の協力が不可欠であるが、境界問題について「寝た子を起こす」ことになりかねないとして、調査への協力に消極的な場合がある（地籍調査そのものが土地に関するトラブルを直接解決するわけではなく、場合によってはかえってトラブルの元になることもある）[1]。

### 認識
- 上記との重複になるが、国民の認識によるところが大である。例えば、航空写真もしくは地形図に地番図を重ねて表示させたデータを公開すると、筆界線と現況とのずれが明らかになるとの理由でデータの公開を拒むことがある。地形図と地番図の重ね合わせは土地情報の基本であるが、個々の土地についてもより正確な情報を持つことの優位性を説明する必要がある。

### 無番地の存在
- 登記されていない土地が多数存在し、所有者・地目・面積などの基本的事項が不明な状況で、境界についての認識が高まろうはずがない。土地の境界は隣接との関係があってこそ成立するので、最低限、全ての土地に地番を付し所有者（管理者）を明らかにし、登記することが必要である。また、無番地があることにより、地図や公図上で地番が付された土地なのかどうか判然としないことがあり、地図の混乱を招く一因ともなる。地籍調査は、隣地との境界を明確にし精度の良い地図を作成することが主たる目的であるが、隣地が登記されていない状況で、どうやって境界を確定することができようか。ましてや通常の分筆や地積更正登記においてをや。不動産登記法は無番地（登記簿には存在しないが図面上には存在する土地）の存在を許容しており、このことが土地の境界を明確にできない一因となっている。

### 地籍調査へのこだわり
- そもそも地籍調査ではなく、不動産登記法14条地図（以下、法14条地図と略す。）を整備することが最重要課題ではなかったのか。地籍調査は、法14条地図を整備するための手段として大きな役割を担っているが、「地籍調査がすすまない」原因ではなく、「法14条地図の整備がすすまない」原因として考えるべきであろう。

## 地籍図の精度
地籍図には、測量および作図の方法によりさまざまな精度の違いがある。測量の方法としては、図解法か数値法（座標法）の違いがあり、作図方法としては、手書きトレースかペンプロッタの違いがある。数値法（座標法）は、計算してあらゆる点を座標数値化するのに対し、図解法は座標数値化せずに平板測量でアリダードなどを使って方向をおさえ距離を測りながら作図するなどの方法である。図解法と数値法の併用もありうる。ペンプロッタによる作図は、CADソフトからプロッタに作図データを送り機械が作図するのに対し、手書きトレースは人間の手による作図である。また面積計算においては、プラニメーターによる計測、地籍図から筆界点を読み取った座標による面積計算、筆界確定した座標による面積計算などの違いがある。
筆界点の精度は、現地実測および筆界計算により確定した座標かどうかによる。数値法でない場合は、地籍図読取座標となるため精度の高い筆界復元は不可能である。座標読取作業はかなりの誤差を伴うものであるが、技術の進歩により精度の高い座標読取が可能となれば、これをもって準確定座標とみなすこともできよう。ただし、現況との照合は不可欠である。測量を数値法で行ったとしても、作製した地籍図からの読取座標で面積計算することがあり、地籍調査といえども一様の精度ではないことを留意しなければならない。
元来、地籍調査の目的は正確な地図（不動産登記法14条地図）を作製しその結果を登記簿に反映することにあったが、現在は調査範囲内の全筆界点を現地立会のうえ公共座標により確定し、確定した座標により面積計算し、その結果により登記地積を訂正し、その結果高精度な地図が出来上がるという流れになっている。つまり主眼は、公共座標による筆界確定である。筆界点が公共座標により確定されることで、より高精度に筆界点を復元できるようになった。

## 法的効力
地籍調査は、地租改正の際に作成された公図上の筆界を現地に復元し、これを確認するものであり、現在の所有権の範囲に基づいて新たな筆界を創設するものではない。したがって、調査前に土地の売買や交換が行われていたとしても、それに基づいて境界線が形成されることはなく、元々存在した筆界の位置を確認するだけである。しかし、中には、土地の売買等に伴う税金（登録免許税など）の支払いを免れるため、調査担当者を騙そうとする悪質な土地の所有者も存在するということである。
なお、国土調査による地籍図は、地籍調査作業規程準則に基づく作業手順によってされている限り信用性は高いと思われ、境界確定のための有力な資料となっている。